# Gardez
Gardez (in persiano گردیز‎; in pashtu: ګردېز) è una città dell'Afghanistan, capoluogo della provincia di Paktia.